# Krigens barn
Krigens barn (1985) är en roman av Per Anders Fogelström, en fortsättning på verket Vävarnas barn.
Romanen utspelar sig mellan 1788 och 1814 och skildrar genom stockholmarnas ögon de år då Sverige deltog i flera krig mot olika stater som Sverige var i konflikt med.